# Grand Prix Formule 1 van Monaco 2014
De Grand Prix Formule 1 van Monaco 2014 werd gehouden op 25 mei 2014 op het Circuit de Monaco. Het was de zesde race van het kampioenschap.

## Wedstrijdverslag

### Achtergrond

#### DRS-systeem
Voor het DRS-systeem wordt, net zoals in voorgaande jaren, één detectiepunt gebruikt. Dit detectiepunt ligt tussen de bochten 16 en 17, waarna het DRS-systeem op het rechte stuk van start/finish open mag. Als een coureur bij dit meetpunt binnen een seconde achter een andere coureur rijdt, mag hij zijn achtervleugel open zetten.

### Kwalificatie
Nico Rosberg behaalde voor Mercedes zijn tweede pole position van het seizoen, voor teamgenoot Lewis Hamilton. De Red Bulls van Daniel Ricciardo en Sebastian Vettel zullen de race als derde en vierde aanvangen, voor het Ferrari-duo Fernando Alonso en Kimi Räikkönen. De Toro Rosso-coureurs Jean-Éric Vergne en Daniil Kvjat starten vanaf de plaatsen zeven en negen, met de McLaren van Kevin Magnussen tussen hen in. Sergio Pérez maakte voor Force India de top 10 vol.
In de laatste minuten van de kwalificatie verremde Rosberg zich bij het ingaan van de bocht Mirabeau en veroorzaakte hierdoor gele vlaggen, waardoor niemand zijn tijd meer kon verbeteren. Er werd een onderzoek gestart naar Rosberg, maar ook na dit onderzoek mocht hij zijn pole behouden.
Marcus Ericsson moet in zijn Caterham de race vanuit de pitstraat starten nadat hij aan het eind van Q1 een botsing veroorzaakte met de Williams van Felipe Massa. Ook Marussia-coureur Jules Bianchi heeft een straf gekregen; na een versnellingsbakwissel krijgt hij vijf startplaatsen straf.

### Race
De race werd gewonnen door Nico Rosberg, die samen met Lewis Hamilton voor de vijfde 1-2 finish van het seizoen voor Mercedes zorgde. Hamilton, die de gehele race zeer kort achter Rosberg reed viel in de laatste ronden verder terug waardoor Daniel Ricciardo erg dichtbij kwam. Ricciardo bleef echter op de derde positie, voor Fernando Alonso, die als laatste coureur in dezelfde ronde finishte als Rosberg. Nico Hülkenberg wist voor Force India naar de vijfde positie te rijden, waarmee hij McLaren-coureur Jenson Button voorbleef. Felipe Massa eindigde de race als zevende, voor Jules Bianchi, die de eerste punten ooit voor het Marussia team behaalde. Bianchi kreeg echter nog vijf seconden straf omdat hij een andere straf tijdens een safetycarperiode onderging. Hierdoor viel Bianchi terug naar de negende plaats, achter de Lotus van Romain Grosjean. Kevin Magnussen, die lange tijd op de zevende plek reed, sloot de top 10 af. Hij kwam echter in een van de laatste ronden nog in aanraking met Kimi Räikkönen, waardoor hij terugviel naar de tiende plaats.

## Vrije trainingen
- Er wordt enkel de top 5 weergegeven.

| Vrije training 1 | Pos | No | Coureur          | Constructeur       | Tijd     |
| ---------------- | --- | -- | ---------------- | ------------------ | -------- |
| Vrije training 1 | 1   | 44 | Lewis Hamilton   | Mercedes AMG       | 1:18.271 |
| Vrije training 1 | 2   | 6  | Nico Rosberg     | Mercedes AMG       | 1:18.303 |
| Vrije training 1 | 3   | 3  | Daniel Ricciardo | Red Bull-Renault   | 1:18.506 |
| Vrije training 1 | 4   | 14 | Fernando Alonso  | Ferrari            | 1:18.930 |
| Vrije training 1 | 5   | 1  | Sebastian Vettel | Red Bull-Renault   | 1:19.043 |
| Vrije training 2 | Pos | No | Coureur          | Constructeur       | Tijd     |
| Vrije training 2 | 1   | 14 | Fernando Alonso  | Ferrari            | 1:18.482 |
| Vrije training 2 | 2   | 44 | Lewis Hamilton   | Mercedes AMG       | 1:18.901 |
| Vrije training 2 | 3   | 1  | Sebastian Vettel | Red Bull-Renault   | 1:19.017 |
| Vrije training 2 | 4   | 25 | Jean-Éric Vergne | Toro Rosso-Renault | 1:19.351 |
| Vrije training 2 | 5   | 77 | Valtteri Bottas  | Williams-Mercedes  | 1:19.421 |
| Vrije training 3 | Pos | No | Coureur          | Constructeur       | Tijd     |
| Vrije training 3 | 1   | 44 | Lewis Hamilton   | Mercedes AMG       | 1:16.758 |
| Vrije training 3 | 2   | 3  | Daniel Ricciardo | Red Bull-Renault   | 1:16.808 |
| Vrije training 3 | 3   | 6  | Nico Rosberg     | Mercedes AMG       | 1:16.874 |
| Vrije training 3 | 4   | 1  | Sebastian Vettel | Red Bull-Renault   | 1:17.184 |
| Vrije training 3 | 5   | 14 | Fernando Alonso  | Ferrari            | 1:17.428 |

Testcoureurs:
geen

## Kwalificatie
| Pos        | No | Coureur           | Constructeur         | Q1       | Q2        | Q3       | Grid |
| ---------- | -- | ----------------- | -------------------- | -------- | --------- | -------- | ---- |
| 1          | 6  | Nico Rosberg      | Mercedes AMG         | 1:17.678 | 1:16.465  | 1:15.989 | 1    |
| 2          | 44 | Lewis Hamilton    | Mercedes AMG         | 1:17.823 | 1:16.354  | 1:16.048 | 2    |
| 3          | 3  | Daniel Ricciardo  | Red Bull-Renault     | 1:17.900 | 1:17.233  | 1:16.384 | 3    |
| 4          | 1  | Sebastian Vettel  | Red Bull-Renault     | 1:18.383 | 1:17.074  | 1:16.547 | 4    |
| 5          | 14 | Fernando Alonso   | Ferrari              | 1:17.853 | 1:17.200  | 1:16.686 | 5    |
| 6          | 7  | Kimi Räikkönen    | Ferrari              | 1:17.902 | 1:17.398  | 1:17.389 | 6    |
| 7          | 25 | Jean-Éric Vergne  | Toro Rosso-Renault   | 1:17.557 | 1:17.657  | 1:17.540 | 7    |
| 8          | 20 | Kevin Magnussen   | McLaren-Mercedes     | 1:17.978 | 1:17.609  | 1:17.555 | 8    |
| 9          | 26 | Daniil Kvjat      | Toro Rosso-Renault   | 1:18.616 | 1:17.594  | 1:18.090 | 9    |
| 10         | 11 | Sergio Pérez      | Force India-Mercedes | 1:18.108 | 1:17.755  | 1:18.327 | 10   |
| 11         | 27 | Nico Hülkenberg   | Force India-Mercedes | 1:18.432 | 1:17.846  |          | 11   |
| 12         | 22 | Jenson Button     | McLaren-Mercedes     | 1:17.890 | 1:17.988  |          | 12   |
| 13         | 77 | Valtteri Bottas   | Williams-Mercedes    | 1:18.407 | 1:18.082  |          | 13   |
| 14         | 8  | Romain Grosjean   | Lotus-Renault        | 1:18.335 | 1:18.196  |          | 14   |
| 15         | 13 | Pastor Maldonado  | Lotus-Renault        | 1:18.585 | 1:18.356  |          | 15   |
| 16         | 19 | Felipe Massa      | Williams-Mercedes    | 1:18.209 | geen tijd |          | 16   |
| 17         | 21 | Esteban Gutiérrez | Sauber-Ferrari       | 1:18.741 |           |          | 17   |
| 18         | 99 | Adrian Sutil      | Sauber-Ferrari       | 1:18.745 |           |          | 18   |
| 19         | 17 | Jules Bianchi     | Marussia-Ferrari     | 1:19.332 |           |          | 21   |
| 20         | 4  | Max Chilton       | Marussia-Ferrari     | 1:19.928 |           |          | 19   |
| 21         | 10 | Kamui Kobayashi   | Caterham-Renault     | 1:20.133 |           |          | 20   |
| 22         | 9  | Marcus Ericsson   | Caterham-Renault     | 1:21.732 |           |          | Pit  |
| 107% tijd: |    |                   |                      |          |           |          |      |

## Race
| Pos | No | Coureur           | Constructeur         | Rondes | Tijd/Oorzaak uitval | Grid | Punten |
| --- | -- | ----------------- | -------------------- | ------ | ------------------- | ---- | ------ |
| 1   | 6  | Nico Rosberg      | Mercedes AMG         | 78     | 1:49:27.661         | 1    | 25     |
| 2   | 44 | Lewis Hamilton    | Mercedes AMG         | 78     | +9.210              | 2    | 18     |
| 3   | 3  | Daniel Ricciardo  | Red Bull-Renault     | 78     | +9.614              | 3    | 15     |
| 4   | 14 | Fernando Alonso   | Ferrari              | 78     | +32.452             | 5    | 12     |
| 5   | 27 | Nico Hülkenberg   | Force India-Mercedes | 77     | +1 ronde            | 11   | 10     |
| 6   | 22 | Jenson Button     | McLaren-Mercedes     | 77     | +1 ronde            | 12   | 8      |
| 7   | 19 | Felipe Massa      | Williams-Mercedes    | 77     | +1 ronde            | 16   | 6      |
| 8   | 8  | Romain Grosjean   | Lotus-Renault        | 77     | +1 ronde            | 14   | 4      |
| 9   | 17 | Jules Bianchi     | Marussia-Ferrari     | 77     | +1 ronde            | 21   | 2      |
| 10  | 20 | Kevin Magnussen   | McLaren-Mercedes     | 77     | +1 ronde            | 8    | 1      |
| 11  | 9  | Marcus Ericsson   | Caterham-Renault     | 77     | +1 ronde            | Pit  |        |
| 12  | 7  | Kimi Räikkönen    | Ferrari              | 77     | +1 ronde            | 6    |        |
| 13  | 10 | Kamui Kobayashi   | Caterham-Renault     | 75     | +3 ronden           | 20   |        |
| 14  | 4  | Max Chilton       | Marussia-Ferrari     | 75     | +3 ronden           | 19   |        |
| DNF | 21 | Esteban Gutiérrez | Sauber-Ferrari       | 62     | Ongeluk             | 17   |        |
| DNF | 77 | Valtteri Bottas   | Williams-Mercedes    | 57     | Motor               | 13   |        |
| DNF | 25 | Jean-Éric Vergne  | Toro Rosso-Renault   | 52     | Motor               | 7    |        |
| DNF | 99 | Adrian Sutil      | Sauber-Ferrari       | 25     | Ongeluk             | 18   |        |
| DNF | 26 | Daniil Kvjat      | Toro Rosso-Renault   | 11     | Mechaniek           | 9    |        |
| DNF | 1  | Sebastian Vettel  | Red Bull-Renault     | 6      | Motor               | 4    |        |
| DNF | 11 | Sergio Pérez      | Force India-Mercedes | 1      | Botsing             | 10   |        |
| DNS | 13 | Pastor Maldonado  | Lotus-Renault        | 0      |                     | 15   |        |

## Standen na de Grand Prix

### Coureurs
| Positie | Nummer | Rijder           | Team                 | Punten |
| ------- | ------ | ---------------- | -------------------- | ------ |
| 1       | 6      | Nico Rosberg     | Mercedes AMG         | 122    |
| 2       | 44     | Lewis Hamilton   | Mercedes AMG         | 118    |
| 3       | 14     | Fernando Alonso  | Ferrari              | 61     |
| 4       | 3      | Daniel Ricciardo | Red Bull-Renault     | 54     |
| 5       | 27     | Nico Hülkenberg  | Force India-Mercedes | 47     |

### Constructeurs
| Positie | Nummers | Team                 | Rijders                           | Punten |
| ------- | ------- | -------------------- | --------------------------------- | ------ |
| 1       | 6 44    | Mercedes AMG         | Nico Rosberg Lewis Hamilton       | 240    |
| 2       | 1 3     | Red Bull-Renault     | Sebastian Vettel Daniel Ricciardo | 99     |
| 3       | 7 14    | Ferrari              | Kimi Räikkönen Fernando Alonso    | 78     |
| 4       | 11 27   | Force India-Mercedes | Sergio Pérez Nico Hülkenberg      | 67     |
| 5       | 20 22   | McLaren-Mercedes     | Kevin Magnussen Jenson Button     | 52     |

## Noot
- Vijfde Grand Prix-winst voor Nico Rosberg.